# 衛斯理之霸王卸甲
《衛斯理之霸王卸甲》，1990年出品的香港科幻電影，改編自倪匡的科幻小說作品，概念沿自衛斯理系列中的《風水》，其中一段關於開啟夾萬的情節則源自年輕人系列中的《手套》。導演徐小明執導，徐小明也在該片演出。本片入圍第11屆香港電影金像獎最佳攝影及最佳電影配樂提名。

## 劇情大綱
風水師阮氏與師弟衛天玄在加里南深山找到霸王卸甲的名穴，所謂霸王卸甲由五座相鄰的山峰組成，藏有三穴，首為權穴、次為富穴、三為智穴。阮氏家財用之不盡，故想要一點貴，葬於權穴欲其子掌權，阮氏主張「貧不與富敵，富不與官爭」，但衛天玄認為山峰赤紅，天變遭雷擊，若葬於此穴後代會出現暴君，屍積如山，血流成河。
衛天玄不願暴君現世，故將推算出來的權穴位置刻在洛書牌中，阮氏知道衛天玄查探權穴，企圖對自己不利，故追殺衛天玄，衛天玄逃亡途中，將洛書牌藏於阮府石獅中，並受阮家幫傭王氏以命相救。王氏五代為傭，王氏遺願是後人可以過好日子，衛天玄為了報答王氏之恩，將王氏葬於富穴，將自己的父親葬於智穴。
24年後，王氏的後人——電腦王國老闆王安娜（影射王安電腦）——到洛杉磯找上衛天玄之子超級天才衛斯理。原來衛天玄曾交代：二十四年後一定要把先人的骸骨起出或破壞主穴，否則對後人做成很大的影響；王氏電腦王國的生意已經出現問題，而衛斯理的腦內已有腫瘤。
衛斯理找好友玄學家陳長青陪同，三人扮作投資商前往加里南，得到阮文鳳接待。不久阮文虎發動政變，殺害原任總統，成為新總統。三人發現阮府的佈局及模式，如果依照他的計劃，結合風水及現代科技的力量強化軍力，有極大的野心。
阮文鳳在陳長青的提醒下，尋找先人墓地，兩人發現表面上阮氏先人葬於一個對後人不利的大凶穴中，但實際葬的是被阮文虎所殺之總統之母。阮文鳳決定幫助他們。
阮文虎擄獲王安娜的同伴，得知他們造訪加里南的目的，開始追殺衛斯理一行人，衛斯理終於得到洛書牌上的情報，孤身深入霸王卸甲，成功炸毀主穴。另一方面，陳長青與反抗軍們和阮文豹軍隊浴血奮戰，阮文豹最後死在姊姊懷裡。衛斯理回到阮府，與阮文虎決鬥，生死存亡之際，衛斯理頭部中槍倒地，阮文虎受雷擊而死。劇末阮文鳳與陳長青成為情侶，王安娜的事業有了起色，衛斯理的腫瘤因中彈得以順利完成手術。

## 劇中人物
| 演员   | 角色   | 备注                                     |
| 錢嘉樂 | 衛斯理 |                                          |
| 李賽鳳 | 王安娜 |                                          |
| 胡慧中 | 阮文鳳 | 阮文虎之妹，阮文豹之姊，後與陳長青成情侶 |
| 元華   | 阮文虎 | 將軍，阮文鳳、阮文豹之兄                 |
| 徐小明 | 陳長青 | 衛斯理好友                               |
| 劉子蔚 |        | 游擊隊領袖                               |
| 元奎   | 衛天玄 | 堪輿術數學家，衛斯理之父                 |
| 曾江   |        | 加里南總統，遭阮文虎發動政變殺害         |
| 秦沛   |        | 阮父，衛天玄師兄                         |
| 曹榮   | 阮文豹 | 阮文虎、阮文鳳之弟                       |
| 吳杭生 |        | 阮家僕人，王安娜父親                     |
| 李達超 |        |                                          |
| 梁日豪 |        |                                          |
| 徐寶鳳 |        | 阮文鳳助手                               |
| 鄺偉雄 | Jacky  | 王安娜助手                               |
| 亦千霞 |        | 阮文鳳助手                               |
| 劉崇峯 |        | 舞廳混混帶頭                             |
| 何賽舟 |        | 舞廳混混                                 |
| 何子滿 |        | 司令員                                   |
| 占占士 |        |                                          |
| 凌志雄 |        |                                          |
| 凌志華 |        |                                          |
| 蔡憲章 |        | 舞廳混混                                 |

## 製作
本片於廣東韶關的景點五馬寨取景。

## 獎項
| 年份 | 頒獎典禮             | 獎項         | 名單   | 結果 |
| ---- | -------------------- | ------------ | ------ | ---- |
| 1992 | 第11屆香港電影金像獎 | 最佳攝影     | 鮑起鳴 | 提名 |
| 1992 | 第11屆香港電影金像獎 | 最佳電影配樂 | 鮑比達 | 提名 |

## 外部連結
- 香港影庫上《衛斯理之霸王卸甲》的資料（繁體中文）
- 開眼電影網上《衛斯理之霸王卸甲》的資料（繁體中文）
- 时光网上《衛斯理之霸王卸甲》的資料（简体中文）
- 豆瓣电影上《衛斯理之霸王卸甲》的資料 （简体中文）
- 爛番茄上《衛斯理之霸王卸甲》的資料（英文）
- AllMovie上《衛斯理之霸王卸甲》的资料（英文）
- 互联网电影数据库（IMDb）上《衛斯理之霸王卸甲》的资料（英文）